# Vítkovce
Vítkovce (deutsch Witkensdorf oder älter Witkowetz, ungarisch Vitfalva – bis 1888 Vitkóc) ist eine Gemeinde im Osten der Slowakei mit 671 Einwohnern (Stand 31. Dezember 2024) und gehört zum Okres Spišská Nová Ves, einem Teil des Košický kraj, sowie zur traditionellen Landschaft Zips.

## Geographie
Die Gemeinde befindet sich im Südteil des Talkessels Hornádska kotlina am linken Ufer des Hornád, unweit dessen Zusammenflusses mit dem linksufrigen Bach Lodina. Jenseits des Flusses erheben sich die bewaldeten Rücken und Bergen von Hnilecké vrchy, einem Teilgebirge des Slowakischen Erzgebirges. Das Ortszentrum liegt auf einer Höhe von 406 m n.m. und ist 10 Kilometer von Spišské Vlachy sowie 14 Kilometer von Spišská Nová Ves entfernt.
Nachbargemeinden sind Spišský Hrušov im Norden, Olcnava im Osten, Poráč im Süden und Chrasť nad Hornádom im Westen.

## Geschichte

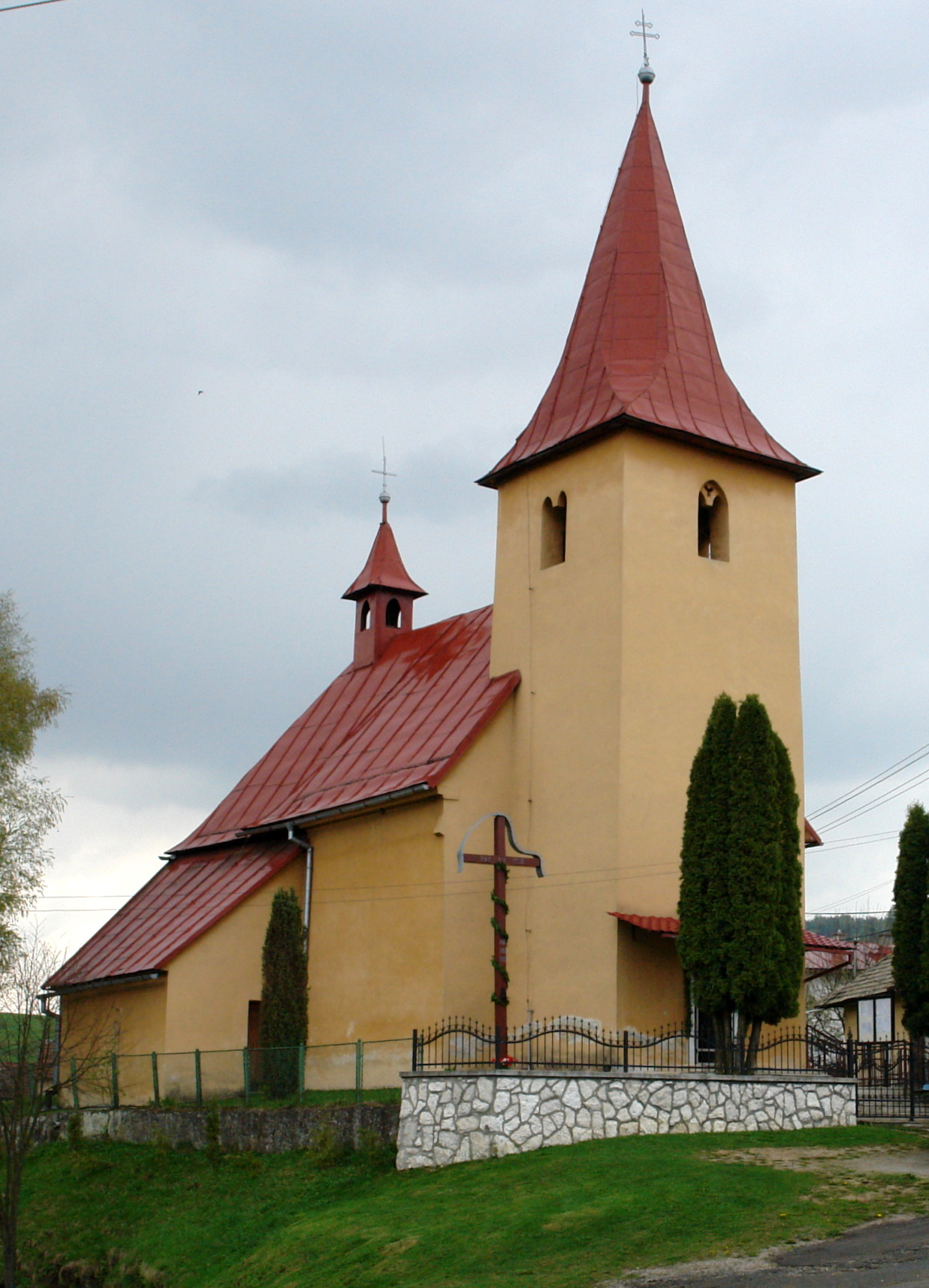
Kirche in Vítkovce

Vítkovce entstand im 13. Jahrhundert in einem bewaldeten Stück Land, das ein gewisser Vitk in einem Schenkungsakt von Béla IV. erhielt. Namentlich erscheint die entstandene Siedlung zum ersten Mal im Jahr 1279 als Vytk. 1298 wird sie im Zusammenhang mit einer Erlaubnis zum Kirchenbau erwähnt. Später war das Dorf Teil des Gutsbesitzes des Zipser Kapitels. 1828 zählte man 19 Häuser und 140 Einwohner, deren Haupteinnahmequelle Landwirtschaft war.
Bis 1918 gehörte der im Komitat Zips liegende Ort zum Königreich Ungarn und kam danach zur Tschechoslowakei beziehungsweise heute Slowakei.

## Bevölkerung
| Jahr                | 1994 | 2004     | 2014     | 2024     |
| ------------------- | ---- | -------- | -------- | -------- |
| Anzahl der Personen | 418  | 523      | 605      | 671      |
| Unterschied         |      | +25,11 % | +15,67 % | +10,90 % |

| Jahr                | 2023 | 2024    |
| ------------------- | ---- | ------- |
| Anzahl der Personen | 649  | 671     |
| Unterschied         |      | +3,38 % |

Gemäß der Volkszählung 2011 wohnten in Vítkovce 580 Einwohner, davon 579 Slowaken. Bei einem Einwohner liegt keine Angabe zur Ethnie vor.
547 Einwohner bekannten sich zur römisch-katholischen Kirche und 31 Einwohner zur Brüderkirche. Bei zwei Einwohnern wurde die Konfession nicht ermittelt.

## Bauwerke und Denkmäler

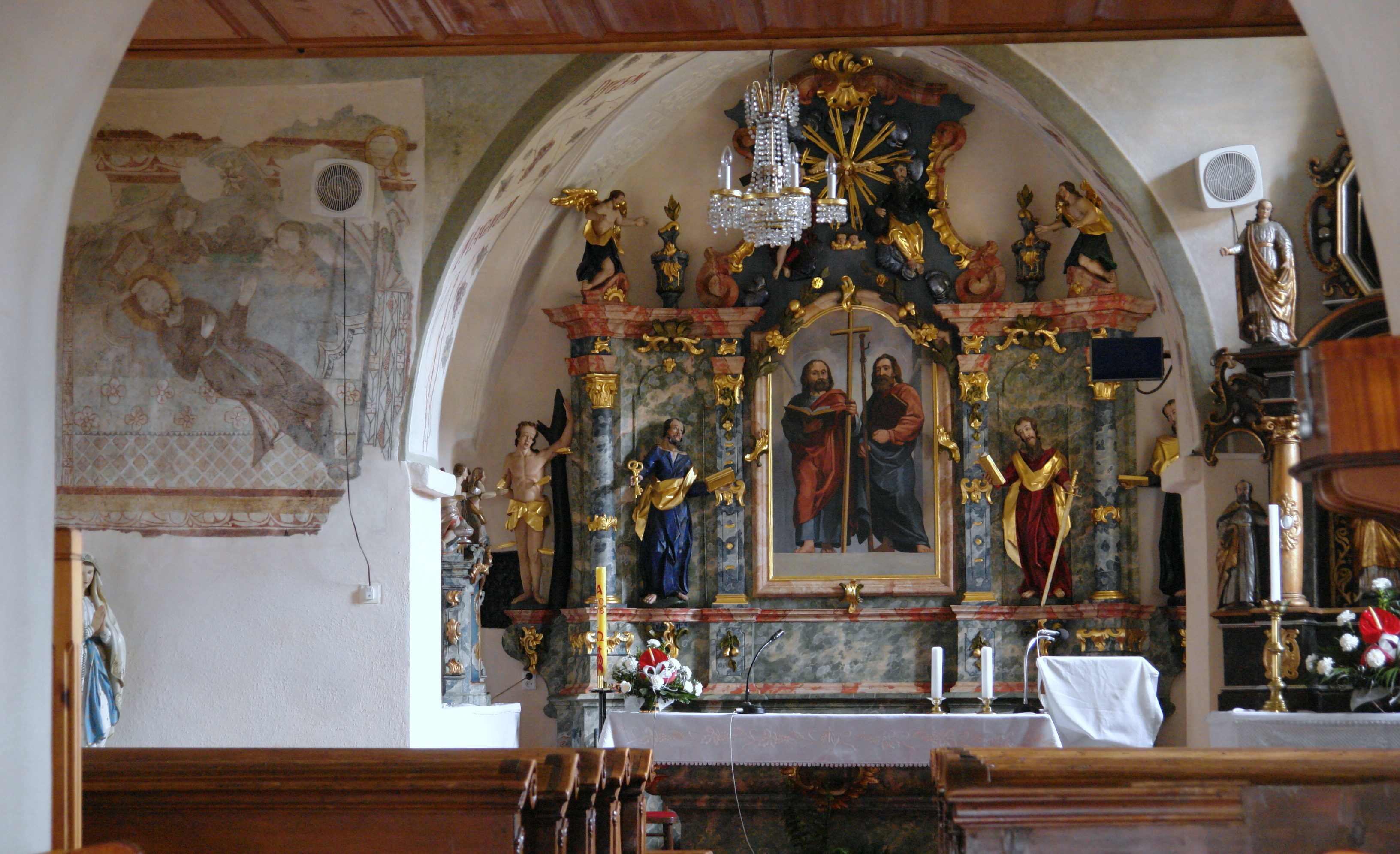
Innenansicht der Kirche

- römisch-katholische Philippus-und-Jakobus-Kirche im frühgotischen Stil aus dem 13. Jahrhundert. Der Altar ist im Barockstil gestaltet, im Inneren findet man Fragmente der gotischen Wandmalerei des 14. Jahrhunderts

## Verkehr
In Vítkovce befindet sich eine Haltestelle der Bahnstrecke Košice–Žilina.